# Hemiberlesia tectonae
Hemiberlesia tectonae är en insektsart som först beskrevs av Karl Hermann Leonhard Lindinger 1913.  Hemiberlesia tectonae ingår i släktet Hemiberlesia och familjen pansarsköldlöss. Inga underarter finns listade i Catalogue of Life.